# Beschalach

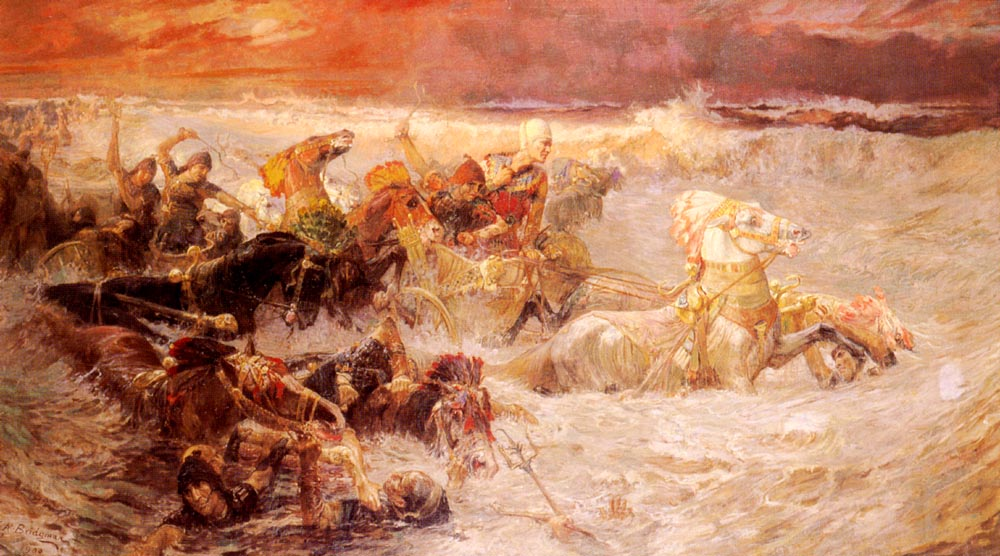
Pharaos Armee in den Fluten (Frederick Arthur Bridgman, 1900)

Beschalach (Biblisches Hebräisch בְּשַׁלַּח ‚Als er ziehen ließ‘ – zu ergänzen: der Pharao das Volk Israel) bezeichnet einen Leseabschnitt (Parascha oder Sidra genannt) der Tora und umfasst den Text Exodus/Schemot 13,17–17,16 (13,17-22 , 14 , 15 , 16 , 17  – ELB-Links: 13,17-22 , 14 , 15 , 16 , 17 ).
Es handelt sich um die Sidra des 2. oder 3. Schabbats im Monat Schewat.

## Wesentlicher Inhalt
- Geordneter Auszug der Israeliten durch die Wüste an das Schilfmeer, Josefs Gebeine werden mitgeführt
- Zug der Israeliten trockenen Fußes durchs Meer, während der Pharao und sein Heer mit Streitwagen und Reitern vom zurückströmenden Wasser überflutet und getötet werden
- Die Geretteten stimmen das Siegeslied an.
- Das Volk beginnt wegen Mangels an Brot, Wasser und Fleisch zu murren.
- Abhilfe schaffen Wachtel-Schwärme und tägliches Manna (außer am Schabbat: Das am 6. für den 7. Tag gesammelte Manna wird nicht wurmig)
- Erneutes Aufbegehren des Volkes wegen Wassermangels
- Moses schafft Abhilfe, indem er auf einen Fels schlägt, der anschließend Wasser spendet
- Kampf mit Amalek unter Führung Josuas
- Solange Mose seine Hände hochhält, ist Israel überlegen, sobald er sie aber sinken lässt, kommt Israel in Bedrängnis.

## Haftara
Die zugehörige Haftara ist nach aschkenasischem Ritus Richter 4,4–5,31 (4,4-24 , 5  – ELB-Links: 4,4-24 , 5 ), nach sephardischem Ritus Richter 5  .